# Georges-Henri Colombe
Pour les articles homonymes, voir Colombe (homonymie).

a Compétitions nationales et continentales officielles uniquement.

b Matchs officiels uniquement.
Dernière mise à jour le 12 juillet 2025.
Georges-Henri Colombe, né le 9 avril 1998 à Nanterre (Hauts-de-Seine), est un joueur international français de rugby à XV jouant au poste de pilier droit au Stade toulousain.
Il remporte la Champions Cup en 2023 avec le Stade rochelais.

## Biographie
Né à Nanterre, Georges-Henri Colombe est initialement repéré par l'Entente sportive Nanterre à 12 ans, il rejoint le Racing 92 trois ans plus tard, passant également par le Pôle espoirs du lycée Lakanal.
Après avoir fait ses débuts avec le Racing lors de la saison 2017-18, il est prêté à l'USON Nevers en Pro D2 lors de la deuxième partie de saison.
International avec les Bleuets entre 2017 et 2018, Georges-Henri Colombe est considéré comme un grand espoir de son club au poste de pilier droit,.
Lors de la fin de saison 2019-2020 et le début de la suivante, lors de la reprise après le confinement, il s'impose comme un titulaire en puissance au sein du Racing 92, à la fois en Top 14 et dans les phases finales de la Coupe d'Europe. Au vu de ses performances, il est convoqué une première fois en équipe de France le 7 octobre 2020.
À la fin de la saison 2021-2022 de Top 14, il rejoint le Stade rochelais, qui vient tout juste d'être sacré champion d'Europe. C'est d'ailleurs dans cette compétition que Colombe va se faire remarquer puisque lors de sa première saison en jaune et noir, il marque l'essai de la victoire face au Leinster en finale de Champions Cup 2022-2023. Cependant, il sort sur civière à la suite d'une percussion de Michael Alaalatoa.
Fin février 2024, il est convoqué avec l'équipe de France pour préparer la quatrième journée du Tournoi des Six Nations. Il connaît sa première sélection en entrant en jeu contre le pays de Galles le 10 mars 2024.
En fin de contrat avec le Stade rochelais à l'issue de la saison 2024-2025, il décide de s'engager pour quatre ans au Stade toulousain à partir de la saison suivante,.

## Statistiques internationales
Au 12 juillet 2025, Georges-Henri Colombe compte 10 sélections en équipe de France, dont 2 en tant que titulaire, pour un essai marqué, depuis sa première cape face aux pays de Galles, le 10 mars 2024.
Il a pris part à deux éditions du Tournoi des Six Nations en 2024 et en 2025.
| Année | Compétition | Matchs | Points | Essais |
| ----- | ----------- | ------ | ------ | ------ |
| 2024  | Six Nations | 2      | 5      | 1      |
| 2024  | Test matchs | 5      | 0      | 0      |
| 2025  | Six Nations | 2      | 0      | 0      |
| 2025  | Test matchs | 1      | 0      | 0      |
| Total | Total       | 10     | 5      | 1      |

| Numéro | Date         | Lieu                        | Adversaire     | Compétition                  | Résultat | Score |
| ------ | ------------ | --------------------------- | -------------- | ---------------------------- | -------- | ----- |
| 1      | 10 mars 2024 | Millennium Stadium, Cardiff | Pays de Galles | Tournoi des Six Nations 2024 | Victoire | 24-45 |

## Palmarès

### En club
- Racing 92
  - Finaliste de la Coupe d'Europe en 2020

- Stade rochelais
  - Vainqueur de la Champions Cup en 2023
  - Finaliste du Championnat de France en 2023

### En équipe nationale
- France -20
  - Vainqueur du Tournoi des Six Nations des moins de 20 ans en 2018
- France
  - Vainqueur du Tournoi des Six Nations en 2025

#### Tournoi des Six Nations
| Édition          | Rang | Résultats France | Résultats Colombe | Matchs Colombe |
| ---------------- | ---- | ---------------- | ----------------- | -------------- |
| Six Nations 2024 | 2    | 3 v, 1 n, 1 d    | 2 v, 0 n, 0 d     | 2/5            |
| Six Nations 2025 | 1    | 4 v, 0 n, 1 d    | 1 v, 0 n, 1 d     | 2/5            |

Légende : v = victoire ; n = match nul ; d = défaite ; la ligne est en gras quand il y a Grand Chelem.